# Jaroslaw Daschkewytsch

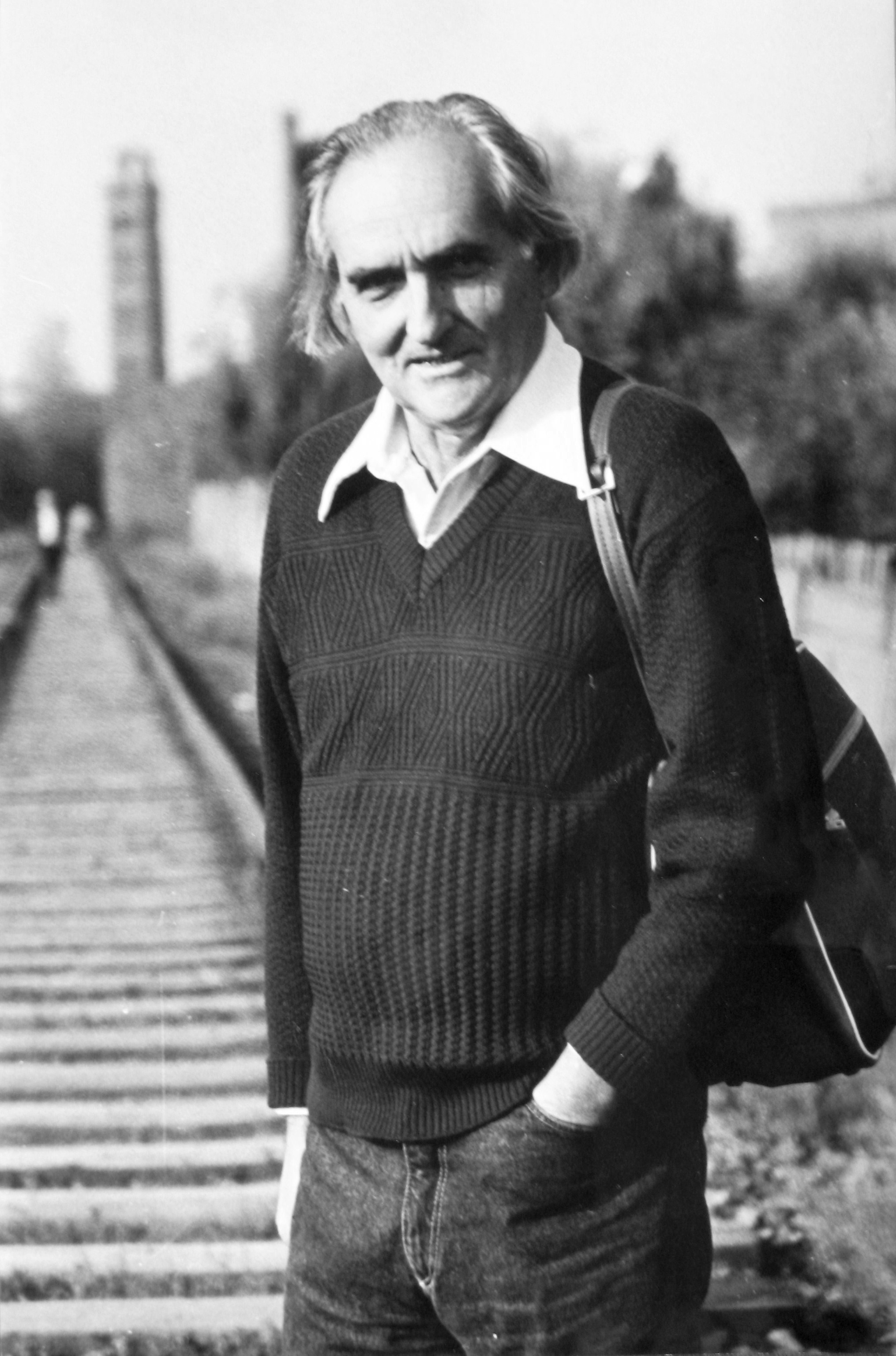
Jaroslaw Daschkewytsch in den späten 1980er Jahren

Jaroslaw Romanowytsch Daschkewytsch (ukrainisch Ярослав Романович Дашкевич; wiss. Transliteration Jaroslav Romanovyč Daškevyč; * 13. Dezember 1926 in Lwiw, Zweite Polnische Republik; † 25. Februar 2010 in Lwiw) war ein ukrainischer Historiker, Orientalist und Dissident.

## Biografie
Jaroslaw-Iwan-Ananija Daschkewytsch (de Korybut) wurde als Sohn des Rechtsanwaltes Roman und seiner Ehefrau, der Lehrerin Olena-Marija Stepaniw am 13. Dezember 1926 im damals polnischen Lemberg (Lwów) geboren. Beide Eltern zählten mehr noch als die Großväter, die Priester waren, zu den politisch engagierten ukrainischen Elite: Die Mutter war bei den Sitscher Schützen, der Vater später Offizier in der Armee der Ukrainischen Volksrepublik. Dieses Engagement prägte den heranwachsenden begabten Sohn, der 1944 in der Zeit der deutschen und kurz vor der inzwischen – den Ersten Weltkrieg mitgezählt – dritten sowjetischen Besetzung Lembergs am akademischen Gymnasium das Abitur machte und zeitbedingt zunächst Medizinkurse aufnahm. Angesichts der einrückenden Armee hätte der junge Daschkewytsch mit seiner Mutter in den Westen ziehen können wie sein Vater, der ab 1943 in Österreich lebte. Er blieb aber in der Heimat und studierte nun 1944 bis 1949 an der staatlichen Iwan-Franko-Universität ukrainische Sprache und Literatur.
Der anschließende biographische und akademische Lebenslauf wurde nun 40 Jahre lang beständig durch politische Verfolgungen unterbrochen und behindert. Die Brüche waren zunächst bis zu Stalins Tod sieben Jahre im Lager in Spassk bei Karaganda, Kasachstan, ferner in Abständen viermal mehrmonatige Zeiten, schließlich 1980 bis 1990 ein ganzes Jahrzehnt der Arbeitslosigkeit. In der Sowjetunion, wo Arbeitslosigkeit nicht sein durfte, fanden sich zunächst immer wieder Anstellungen, bei denen die Begabungen und Kenntnisse Daschkewytschs nützlich waren. So war er unter anderem Bibliothekar bzw. Bibliograph im Ivan-Franko-Kabinett und in der Lemberger Filiale der Bibliothek der Akademie der Wissenschaften, Mitarbeiter im Lemberger Institut für Gesellschaftswissenschaften (dem Vorgänger des späteren Iwan-Krypjakewytsch-Instituts), im ethnographischen Museum und Zentralen Historischen Staatsarchiv in Lwiw.
Seine akademische Laufbahn begann Daschkewytsch, indem er nach Abschluss seiner philologischen Studien und nach den Lageraufenthalten im kasachischen Spassk und im „Karlag“ bei Karaganda, angestoßen durch den Lemberger Historiker Iwan Krypjakewytsch, der ihn im Gymnasium unterrichtete, in die Fußstapfen des großen ukrainischen Historikers Mychajlo Hruschewskyjs trat und in der historischen Beschäftigung mit den Armeniern sein Forschungsthema fand. Da ihm die Promotion in Lemberg und Kiew verwehrt wurde, legte er seine Dissertation in Jerewan am Institut für Geschichte der Akademie der Wissenschaften vor und wurde dort 1963 promoviert. Eine Lehrtätigkeit war Daschkewytsch in der Folge nicht möglich. Unter asketischen Lebensbedingungen lebend forschte er in Lwiw und schrieb teilweise für die Schublade. Omeljan Pritsak und Igor Shevchenko, zwei amerikanische Orientalisten und Byzantinisten, versuchten in jener Zeit vergeblich, ihn auf eine Professur am neu gegründeten Harvard Ukrainian Research Institute zu berufen. Aber nur Daschkewytschs armenologischen Aufsätze und wenig anderes fanden ihren Weg in Zeitschriften im Westen. Erst 1990, im Alter von 64 Jahren, wo andere an den Ruhestand denken, begann er an dem von ihm 1992 mitgegründeten Mychajlo-Hruschewskyj-Institut für ukrainische Archäographie – Altertums- und Quellenkunde – Filiale Lemberg der Ukrainischen Akademie der Wissenschaften zu forschen, zu lehren und intensiv zu publizieren. Unterstützt wurde er hierbei von seiner Frau Ljudmyla (geb. Scheremetjewa), einer Journalistin und Dissidentin, mit der er seit 1972 verheiratet war, und dem Kreis seiner Mitarbeiter und jungen Schüler. Am 30. Mai 1994 habilitierte er sich mit der Arbeit „Zustand und Ausrichtungen der quellenkundlichen und historischen Forschungen in der Ukraine (2. Hälfte des 19. bis zum 20. Jahrhundert)“. 1996 erhielt er 70-jährig eine Professur an dem Lehrstuhl für Orientalistik der Iwan-Franko-Universität. Auch Korrespondierendes Mitglied der Akademie der Wissenschaften der Ukraine zu werden, verhinderte freilich die Kiewer Historikerszene und Nomenclatura. Zuletzt wurde dem 80-jährigen 2007 eine große akademische Ehrenveranstaltung gewidmet. Es war die Zeit der Präsidentschaft Wiktor Juschtschenkos. Am 25. Februar 2010 starb Jaroslaw Daschkewytsch, der einer der bedeutendsten ukrainischen Historiker der 2. Hälfte des 20. Jahrhunderts war, am Tage des Amtsantritts von Präsident Wiktor Janukowytsch in seiner Wohnung in der Selena-Straße 28 im Stadtzentrum Lembergs. Umgehend begannen Diskussionen um die Schließung des Instituts für Archäographie.

## Werk
Die Forschungen Jaroslaw Romanowytschs, wie ihn seine Mitarbeiter und Schüler mit Respekt auch vor seinem Vater nannten, galten zunächst und später immer wieder den Armeniern in der Ukraine. In seiner Dissertation folgte er den Wegen der armenischen Kolonien, später publizierte er immer wieder auf Englisch und Französisch vor allem in der Revue des Etudes Arméniennes und öfter mit Edward Tryjarski in polnischen Zeitschriften Artikel über die Armenier auf den Territorien der heutigen Ukraine, die in einer Turksprache, dem Armeno-Kiptschak, zahlreiche Dokumente hinterlassen haben. Andere Forschungsfelder waren enger direkt mit der ukrainischen Identität verknüpft. Diese zu fördern und zu unterstützen schrieb Daschkewytsch immer wieder auch publizistische Artikel und politische Kommentare für Zeitungen. Vor allem aber sorgte er sich um das Erbe des Historikers Mychajlo Hruschewskyj, dessen 50-bändige Werkausgabe in den Händen des Instituts für ukrainische Archäographie liegt, gab die Erinnerungen seiner Eltern heraus und lieferte zu internationalen und heimischen Konferenzen und Anlässen beständig neue Studien und Aufsätze, über die er mit seinen wissenschaftlichen Opponenten oft scharf streiten konnte. Insgesamt zählt die Bibliographie seiner Veröffentlichungen 1.700 Nummern. - Seine Arbeiten waren geprägt von seinem Lebenslauf: Vor allem Unabhängigkeit und Kompromisslosigkeit in Hinblick auf alte Muster und Verflechtungen zeichneten sie aus. Methodisch waren sie charakterisiert durch ein Interesse an Biographien, Quellenstudien und komparatistisch-kulturwissenschaftlicher Betrachtung. Durch diesen positivistischen Grundzug blieben Daschkewytsch Geschichtsspekulationen oder weitausgreifende Theorien fremd. Politisch zählte er sich zum traditionsverpflichteten rechten Flügel in der Ukraine. Wichtig waren Daschkewytsch, der nicht wie manche seiner Dissidentenfreunde mit der Unabhängigkeit der Ukraine in die Politik gehen wollte, die institutionelle Etablierung ukrainischer Forschungen. Die wichtigste Institution, an deren Gründung er beteiligt war, war das bereits erwähnte Mychajlo-Hruschewskyj-Institut für ukrainische Archäographie und Quellenkunde. Ebenso wirkte Daschkewytsch mit bei der Wiederbelebung der Wissenschaftlichen Schewtschenko-Gesellschaft 1990 in Lwiw, die viele Jahrzehnte nur in New York mit weiteren Filialen im Westen bestand, an der Gründung des Instituts für Historische Forschung (1992) und der Nestor-Gesellschaft in Kiew. In Lemberg unterstützte er 1992 die Gründung des Instituts für Kirchengeschichte durch Boris Andrij Gudziak, die Gründungszelle der Ukrainischen Katholischen Universität, außerdem wurde er die treibende Kraft bei der Durchführung der alljährlichen Konferenzen zur Geschichte der Religion in der Ukraine, die im Rahmen des Lemberger Museums für Religionsgeschichte seit 1996 stattfinden. Nur zum Abfassen einer großen Monographie blieb dem international renommierten Wissenschaftler keine Zeit. Diese vermochten erst seine Schüler vorlegen, zu denen sein Nachfolger Myron Kapral, Jaroslaw Hrytsak, Andrij Portnow, Ihor Skočyljas, Andrij Grečylo, Jaroslaw Fedoruk, Halyna Swarnyk und viele andere zählen, die im Dezember 2016 zum Gedenken an ihren Lehrer Jaroslaw Daschkewytsch anlässlich seines 90. Geburtstages zu einer großen Konferenz in Lemberg zusammenkamen.

## Mitgliedschaften
Jaroslaw Daschkewytsch war Mitglied zahlreicher internationaler wissenschaftlicher Organisationen, unter anderem wurde er berufen in die
- International Association of Paper Historians (1974)
- Kaiserliche Orthodoxe Palästina-Gesellschaft – Leningrader Sektion (1986)
- Memorial (Menschenrechtsorganisation) (1990)
- Wissenschaftliche Schewtschenko-Gesellschaft in Lwiw (1990), in der er sofort leitende Aufgaben wahrnahm
- Ukrainische heraldische Gesellschaft (1991)
- Ukrainian historical Society (USA) (1991)
- Faina Petriakowa-Wissenschaftszentrum für Judaistik und jüdische Kunst (1999)

## Ehrungen
Ebenso zahlreich wie seine Mitgliedschaften waren die späten Ehrungen, die Jaroslaw Daschkewytsch erhielt:
- Hruschewskyj-Medaille des Schewtschenko-Gesellschaft (1994)
- Antonowytsch-Preis (1993)
- Ukrainischer Verdienstorden III. Klasse (1997)
- Ehrenbürger von Lwiw (1997)
- Medaille 80 Jahre Akademie der Wissenschaften der Ukraine (1998)
- armenischer Orden der Heiligen Sahak (Isaak) und Mesrop (1998)
- Ehrentitel Ritter von Galizien (2000)
- Ehrentitel Verdienter Wissenschaftler und Techniker der Ukraine (2001)
- Jaroslaw-Mudryj-Orden V. Klasse (2006)
- Agafanhel-Krymskyj-Preis (2006)

## Veröffentlichungen (Auswahl)

### Selbstständige Veröffentlichungen
- Словник польських скорочень [Wörterbuch polnischer Abkürzungen]. Kiev 1959.
- Армянские колонии на Украине в источниках и литературе XV—XIX веков: (Историографический очерк) [Die armenischen Kolonien in der Ukraine in Quellen und Literatur des 15. bis 19. Jahrhundert]. Erevan, 1962.
- Україна вчора і нині: Нариси, виступи, есе [Die Ukraine gestern und heute]. Кyiv, 1993.
- Вірменія і Україна: Зб. наук. статей та рецензій, 1954–1989 рр. [Armenien und die Ukraine. Aufsatz- und Rezensionsband]. L’viv-New York, 2001. (großenteils reprographischem Nachdruck der Aufsätze aus der Revue des Études Arméniennes).
- Постаті: Нариси про діячів історії, політики, культури. [Gestalten: Kurzdarstellungen zu Akteuren aus Geschichte, Politik und Kultur]. L’viv 2006; 2007; 2016.
- «…Учи неложними устами сказати правду»: Історична есеїстика (1989–2008) [«... lerne mit unverfälschtem Mund die Wahrheit zu sagen»]. Кyiv, 2011.
- Майстерня історика [Werkstatt des Historikers]. L’viv, 2012.
- Вірмени в Україні: Зб. наук. статей та рецензій, 1954–2009 рр. [Armenier in der Ukraine]. L’viv, 2012. (umfassender Aufsatzband mit den armenologischen Studien in den ukrainischen und russischen Sprachen).
- Україна і Схід [Die Ukraine und der Orient]. L’viv 2016.
- Україна на перехресті світів / Ukraine at the Crossroads of Worlds. L’viv 2016. (Religionswissenschaftliche und sozio-kulturelle Studien)
- У світі книжки. З творчої спадщини / In the World of Books. L’viv 2021.

### Herausgeberschaften
- Ukrainsko-armjanskie svjazi v XVII veke; sbornik dokumentov. Kiev 1969.

### Aufsätze
Die über 1500 Aufsätze Daschkewytschs finden sich teilweise in den Aufsatzbänden nachgedruckt. Erwähnt seien beispielhaft folgende einzelne Aufsätze:
- Jaroslav Stepaniv (Pseudonym), L'époque de Danylo Romanovyč (milieu du XIIIe siècle) d'après une source Karaїte, in: Harvard Ukrainian Studies 3,2 (1978): 334–373.
- Ukrainisierung und Gegenukrainisierung, in: G. Hausmann / A. Kappeler (Hrsg.). Ukraine: Gegenwart und Geschichte eines neuen Staates. Baden-Baden 1993, 118–125.
- Ostgalizien: ethnische Situation, nationale Mythen und Mentalitäten, in: Valeria Heuberger (Hrsg.), Das Bild vom Anderen: Identitäten, Mentalitäten, Mythen und Stereotypen in multiethnischen europäischen Regionen. Frankfurt a. M. [u. a.], (1999) 93–104.

## Nachlass und Archiv
Seit 2010 sorgten sich die engsten Schüler Daschkewytschs um seinen Nachlass, den sie erfassten und zu dessen Erschließung sie mehrere Bände einer Erinnerungsbibliothek-Archiv Jaroslaw Daschkewytsch herausgaben. Das Familienarchiv indes wurde 1949 durch den damaligen KGB vernichtet.

## Festschriften
- Mappa mundi [Weltkarte]. Hrsg. von Ihor Hyryč u. a., L’viv 1996.
- Історична топографія і соціотопографія України : зб. наук. пр. : присвячується 80-річчю від дня народж. Ярослава Романовича Дашкевича. L’viv 2006.
- Лицар духу [Ritter des Geistes]. Hrsg. von Ihor Hyryč. L’viv 2011.

## Bibliografien
- Oksana Lihostova, Ярослав Дашкевич: біобібліографічний покажчик. Kyiv, 1993.
- Mappa mundi [Weltkarte], L’viv 1996. [Bibliographie von Jaroslaw Daschewytsch 1992–1996].
- Marharyta Kryvenko, Ярослав Дашкевич: біобібліографічний покажчик. L’viv, 2006.
- Львівсъке відділення Інституту українсъкої археографії та джерелознавства usw. Бібліграфічний покажчик (1992–2012). L’viv 2012, 137–240.